# Теорема Морли о трисектрисах

Три разноцветных угла при каждой вершине большого треугольника равны.
Независимо от выбора большого треугольника маленький фиолетовый треугольник будет равносторонним.

Теорема Морли (или теорема Морлея) о трисектрисах — одна из теорем геометрии треугольника. Трисектрисами угла называются два луча, делящие угол на три равные части.

## Формулировка
Точки пересечения смежных трисектрис углов произвольного треугольника являются вершинами правильного (равностороннего) треугольника.

## История
Теорема была открыта в 1904 году Фрэнком Морли в связи с изучением свойств кубических кривых. Тогда он упомянул об этой теореме своим друзьям, а опубликовал её двадцать лет спустя в Японии. За это время она была независимо опубликована как задача в журнале Educational Times.

## Вариации и обобщения
- На описанной окружности треугольника {\displaystyle ABC} существуют ровно три точки, таких что их прямая Симсона касается окружности Эйлера треугольника {\displaystyle ABC}, причем эти точки образуют правильный треугольник. Стороны этого треугольника параллельны сторонам треугольника Морлея.

- Если рассмотреть также внешние трисектрисы (то есть трисектрисы внешних углов треугольника), то среди точек пересечения этих 12 прямых существует 27 троек точек, образующих правильные треугольники.

- Центр равностороннего треугольника Морли называется первым центром Морли исходного треугольника.[3]

- Равносторонний треугольник Морли перспективен исходному треугольнику; центр перспективы называется вторым центром Морли.